# Osvald z Wolkensteinu
Osvald z Wolkensteinu (německy Oswald von Wolkenstein, kolem roku 1377 zřejmě na hradě Schöneck v Pusterském údolí/Jižní Tyroly - 2. srpna 1445, Merán) byl jihotyrolský diplomat a politik, ale také zpěvák, básník a skladatel - minnesänger. Byl rytířem řádu Božího hrobu jeruzalémského v období odcházejícího pozdního středověku, působil také diplomat ve službách císaře Zikmunda a Menhartovců. Angažoval se v protihusitské kampani.

## Život a působnost
V roce 1429 udeřil pěstí nového brixenského biskupa Oldřicha Putsche při jeho sporu s katedrální kapitolu. V roce 1431 se Osvald a jeho bratr Michael přestěhovali z Norimberka k říšskému sněmu, kde jej král Zikmund přijal do Dračího řádu.
Patřil mezi kritiky učení Jana Husa a v roce 1432 se pravděpodobně účastnil husitské kampaně, o čemž však zřejmě neexistuje žádný důkaz. V tomto roce pobýval na dvoře krále Zikmunda v Piacenze a Parmě a zúčastnil se poselstva do Říma, které mělo s papežem dojednat císařskou korunovaci. Korunovace samotné v květnu 1433 se však pravděpodobně nezúčastnil, protože v té době doprovázel císařského velvyslance na koncil do Basileje. Když císař v roce 1437 zemřel a po něm v roce 1439 také tyrolský vévoda Fridrich IV., byl Osvald členem komise pěti mužů, kteří sestavili soupis dědictví a společně ho ochraňovali pro nezletilého syna Zikmunda, zvaného Bohatý.
V politice se Osvald naposledy objevil v roce 1445: zúčastnil se zasedání sněmu v Meranu, kde 2. srpna 1445 zemřel. Ještě téhož dne předala jeho manželka sněmu dva klíče od truhel se smlouvou opatrovnictví mladého vévody Zikmunda a soupis Osvaldovy části vévodova pokladu.
Osvald byl pohřben v klášteře Neustift poblíž Brixenu, jehož patronem byl jmenován v roce 1434 na říšském sněmu v Ulmu. Jeho hrob byl objeven náhodnou v roce 1973 při rekonstrukčních pracích, identifikaci kostí potvrdila univerzitě v Linci, která lebku předala k prozkoumání soudnímu lékařskému institutu univerzity v Bernu. 

### Osvaldovo pravé oko

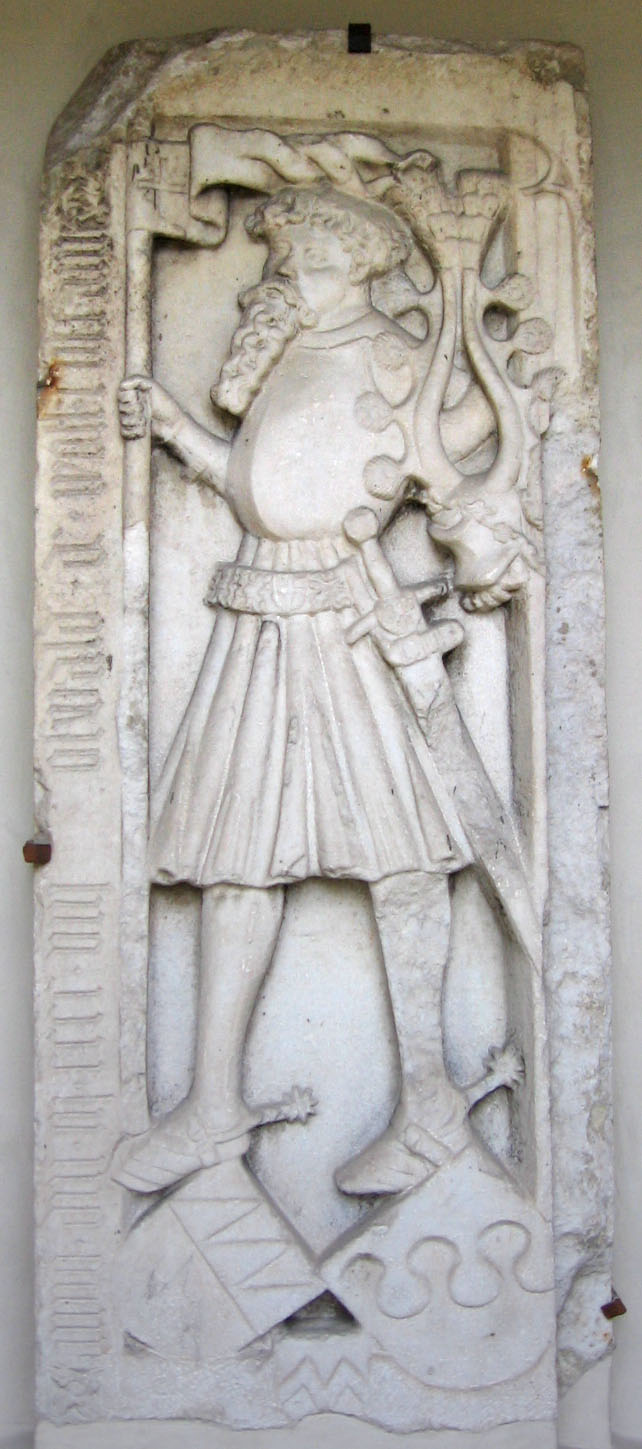
Osvaldův pomník v Brixenu z roku 1408

Všechny portréty Osvalda znázorňují se zavřeným pravým okem. Průzkum Osvaldovy lebky provedený v roce 1973 ukázal, že se jednalo o vrozenou vadu. Pravá oční jamka byla menší než levá, což znamenalo, že oční bulva byla neustále pod tlakem, což později vyústilo v paralýzu svalu očních víček (ptóza).
Kühn uvádí domněnku oftalmologa Eberharda Kleebergera, že šlo o sekundární ptózu následkem úrazu Pověst (Dietera Kühna), podle kterého Osvald jako osmiletý chlapec údajně utrpěl zranění při nehodě v lukostřelbě v Trostburgu, byla vyvrácena. Ani oblíbený popis ztráty oka při obraně zámku Greifenstein v roce 1423 není možný, neboť již na pomníku v Brixenské katedrále z roku 1408 je Osvald znázorněn jako jednooký.

### Potomstvo
Osvaldův nejstarší syn Michael se stal kanovníkem v Brixenu, dcera Marie jeptiškou v brixenském klášteře klarisek, kde spolu s několika dalšími jeptiškami vedla spor s brixenským biskupem Mikulášem Kusánským, který zaváděl reformu klášterů. Později se uchýlila do kláštera klarisek v Meranu, kde v roce 1478 zemřela jako abatyše. Osvaldovi potomci v roce 1491 získali zámek Rodenegg poblíž Brixenu, který je stále ve vlastnictví jeho přímých potomků, hrabat z Wolkenstein-Rodeneggu.